# Звонко Бушић
Звонко Бушић (Горица, ФНР Југославија, 23. јануар 1946 — Загреб, Хрватска, 1. септембар 2013) био је хрватски усташки терориста, који је извео отмицу путничког авиона америчке ТВА компаније (лет 355) и подметнуо бомбу код Гранд Централ Стеишн у Њујорку 1976. године. Због овог терористичког акта је био осуђен на доживотни затвор у Сједињеним Америчким Државама. Међутим, пуштен је на слободу 2008.

## Биографија

### Младост
Звонко Бушић је рођен 1946. године у западнохерцеговачком селу Горица у ФНР Југославији. Гимназију је завршио у Имотском и у двадесетој години отишао у Беч. У Бечу је 1969. године упознао америчку студенткињу, Џулијен Шулц (Julienne Eden Schultz), која је тамо студирала језик. Џулијен се убрзо укључила у активности хрватске усташке емиграције у Бечу. У сарадњи са Звонком, Џулијен и једна њена пријатељица су отпутовале у Загреб 1972. године где су делиле антијугословенске летке на Тргу републике. Југословенске власти су их обе ухапсиле и затвориле. Касније се Џулијен вратила у Беч, па се са Звонком преселила у САД где је Звонко постао члан Хрватског народног одпора, хрватске усташке терористичке организације, а касније вођа исте организације за САД и Канаду.

### Отмица авиона и подметање бомбе
Група хрватских терориста у којој су били Звонко и његова жена, Џулијен, Петар Матанић, Фране Пешут и Слободан Влашић су отели путнички авион (Боинг 727, лет 355) америчке ТВА (Trans World Airlines) 10. септембра 1976. на линији Њујорк - Чикаго. Вођа ове терористичке групе, Звонко Бушић, је уручио затворено писмо капетану Carey-y, у коме га је информисао да је авион отет, да терористи имају пет желатинских бомби, да је монтирана бомба преко пута Комодор хотела на 42. улици у Њујорку - заједно са инструкцијама које америчке власти треба да следе. Терористи су захтевали да авион лети према Лондону у Енглеској. Њихови ултимативни захтеви америчким властима, како су били дати у писму, су били:
- два пропагандна памфлета морају бити објављена у целини следећег дана у јутарњем издању Њујорк Тајмс, у сва три издања Лос Анђелес Тајмс, Чикаго Трибјун, Интернашнл Хералд Трибјун, и Вашингтон Пост.
- најмање једна трећина сваког од пропагандних памфлета се мора појавити на првим странама поменутих листова. Остатак памфлета - у првој секцији сваког листа.
- путем договорене лозинке, терористи треба да буду информисани најкасније следећег дана да су њихови захтеви били испуњени. Уколико захтеви не би били испуњени, подметнута бомба би експлодирала на врло прометном месту где се већ налазила. Ако би памфлети били објављени, бомба би била деактивирана.
- судбина људи у отетом авиону је везана за било који покушај да се избегну њихови захтеви како су били дати у писму.[9]

Првобитни захтев терориста, који није био прихваћен, је био да се хиљаде примерака „Декларације хрватских ослободилачких снага“ баце из ваздуха на Њујорк, Чикаго, Монтреал, Париз, Лондон и неко популарно фестивалско место у Хрватској. Аутор ове декларације је био усташки идеолог Бруно Бушић.
Авион је слетео у Монтреал да би узео гориво и полетео према Паризу у Француској, јер су Енглези били забранили слетање отетог авиона у Лондону. Следеће узимање горива је било у Њуфаундленду, где су терористи пристали да ослободе тридесет путника. Звонко Бушић је подсетио капетана (Carey-а) да би авион могао бити разнесен уколико њихови захтеви не би били задовољени и ако путници који су ослобођени у Њуфаундленду не буду поделили памфлете како им је наложено, тј. судбина преосталих путника лежи на савести ослобођених.
У Паризу су се терористи предали француској полицији након што су били обавештени да су сви њихови захтеви били испуњени. Француска полиција их је након тога ухапсила и изручила САД.
Током покушаја да се деактивира подметнута бомба, четири сата након предаје терориста, погинуо је амерички полицајац (Brian Murray) а три друга полицајца су била рањена.

### Суђење и казна
Звонко Бушић је оптужен и кажњен због акта пиратства, које је имало за последицу смрт полицајца, казном доживотног затвора без права на помиловање. Три године касније, судија (John Bartels) је дао Бушићу право на помиловање после 31. децембра 1979.
Дана, 17. априла 1987. Бушић је био побегао из затвора у Отисвилу (енгл. Otisville), који је био средње сигуран федерални затвор у (Orange County) у држави Њујорк.. Два дана касније је Бушић био ухваћен и враћен назад у затвор, без икаквог отпора полицији.
Федерални судија Бартелс (енгл. Bartels) је 13. јуна 1989. написао писмо у корист Бушића и послао га Америчкој комисији за помиловања. У том писму судија каже да је за смрт полицајца делимично крива полицијска небрига али да он не препоручује тој комисији ништа тим писмом. Комисија за помиловање је тада одбила да помилује Бушића.
Његов други апел за помиловање 2006. године је био такође одбијен, мада су сви други чланови ове терористичке групе били већ помиловани и нико није био у затвору више од 17 година. После овог одбијеног апела, хрватска влада заједно са Хрватским хелсиншким комитетом је почела кампању за његово помиловање. Како су они тврдили тада, Бушић је одслужио своју казну и треба да буде ослобођен.
Последње две године своје казне Бушић је издржао у Савезном поправном комплексу у (Terre Haute) у Индијани где је пребачен из затвора у (Allenwood-у) у Пенсилавнији.
Хрватски народни одпор је идеализовао Бушића и његову терористичку групу. Марин Сопта, бивши вођа Одпора за Северну Америку, је рекао: „Бушићи су наши хероји. Они су учинили више за Хрватску него било ко други“. Сопта је редовно посећивао Бушића док је овај био у затвору у Пенсилванији.
Бушић је помилован јула 2008. и предат имиграционим америчким властима да би га они депортовали у Републику Хрватску. Том депортацијом му је доживотно забрањен повратак у САД.

### Реакције поводом Бушићевог помиловања
Његово помиловање и депортација у Републику Хрватску је изазвала велико незадовољство код рођака убијеног полицајца који је погинуо 32 године раније.
Полицијски поручник Terence McTigue, који је био ослепљен експлозијом која је убила полицајца Мареја (Murray), се изјаснио против ослобађања Бушића и његове групе поводом претходних апела за помиловање. О последњем апелу за помиловање он није био уопште обавештен нити питан за мишљење. Поручник McTigue сматра да је ово помиловање било политички мотивисано и у корист хрватске владе, поводом чега је рекао: „Ово ми све личи на поновно убиство Brian-а Murray-а и моје поновно рањавање“. Демократски сенатор за државу Њујорк, Чак Шумер (Chuck Schumer), је протестовао поводом Бушићевог помиловања које је прошло без тражења мишљења жртава. Сенатор је послао свој протест Генералном тужиоцу Мајклу Мукасију (Michael Mukasey).
Бушић је био предмет сумње многих који су испитивали околности експлозије бомбе на Гвардија (La Guardia) аеродрому која се десила 29. децембра 1975. Своје сумње су изразили поручник McTigue и Edwin T. Dreher. Dreher је био заменик шефа полиције у то време, а случај је био поверен Франку Мекдарбију (Frank McDarby), детективу који је испитао Бушића у ФБИ канцеларији пре 33 године. Своје сумње су такође изразили и криминалистички писац Kevin F. McMurray, који је разговарао са Бушићем три сата 1997. у соби за посетиоце федералног затвора у Lewisburg-у у Пенсилванији и Роберт Таненбаум (Robert K. Tanenbaum), бивши истражни судија из окружне и истражне канцеларије на Менхетну. Сви су они поново проучили овај случај и мисле да је Бушић избегао казну за највећи неразрешени терористички акт у САД. Иако је Бушић негирао постављање бомбе на аеродрому Гвардија, поручник McTigue је два случаја подметања бомбе повезао сличношћу:

„Обе бомбе су биле постављене у бокс јавне гардеробе транспортне зграде, неколико дана после празника и обе бомбе су биле велике и тешке“, рекао је McTigue. Он је приметио да су оба механизма бомбе користила динамит и 9-волтну батерију, која се употребљавала за батеријске лампе.

Његова жена Џулијен је након ослобађања отишла у Републику Хрватску где је добила запослење у кабинету Фрање Туђмана.